# Гавріловка
Гавріловка (рум. Gavrilovca) — село у Синжерейському районі Молдови. Входить до складу комуни, адміністративним центром якої є село Копечень.

## Населення
За даними перепису населення 2004 року у селі проживали 4 особи.
Національний склад населення села:
| Національність | Кількість осіб | Відсоток |
| -------------- | -------------- | -------- |
| молдавани      | 3              | 75,0%    |
| українці       | 1              | 25,0%    |
| Всього         | 4              | 100%     |